# متیل انومیسین آ
متیل انومیسین آ (به انگلیسی: Methylenomycin A) با فرمول شیمیایی C9H10O4 یک ترکیب شیمیایی با شناسه پاب‌کم 10899285 است. که جرم مولی آن ۱۸۲٫۱۹ گرم بر مول می‌باشد. 